# Chiesa di San Giovanni Battista (Tomar)
La chiesa di San Giovanni Battista (in lingua portoghese Igreja de São João Baptista) a Tomar è una chiesa portoghese del XV secolo, eretta nella città di Tomar per disposizione di Manuele I del Portogallo ed è dedicata a San Giovanni Battista.

Eretta in stile manuelino, si trova sulla piazza principale della città, di fronte alla sede del municipio e al monumento al fondatore della città, Gualdim Pais. Costruita tra il XV e il XVI secolo, è ricca di molti dettagli artistici, come il portale in stile gotico fiammeggiante, la torre Manuelina, con un orologio del XVI secolo, i capitelli dorati delle colonne interne della navata e numerosi dipinti interni degli anni 1530, opera dell'artista rinascimentale portoghese Gregório Lopes.
È stata proclamata Monumento Nazionale del Portogallo nel 1910.

## Galleria d'immagini

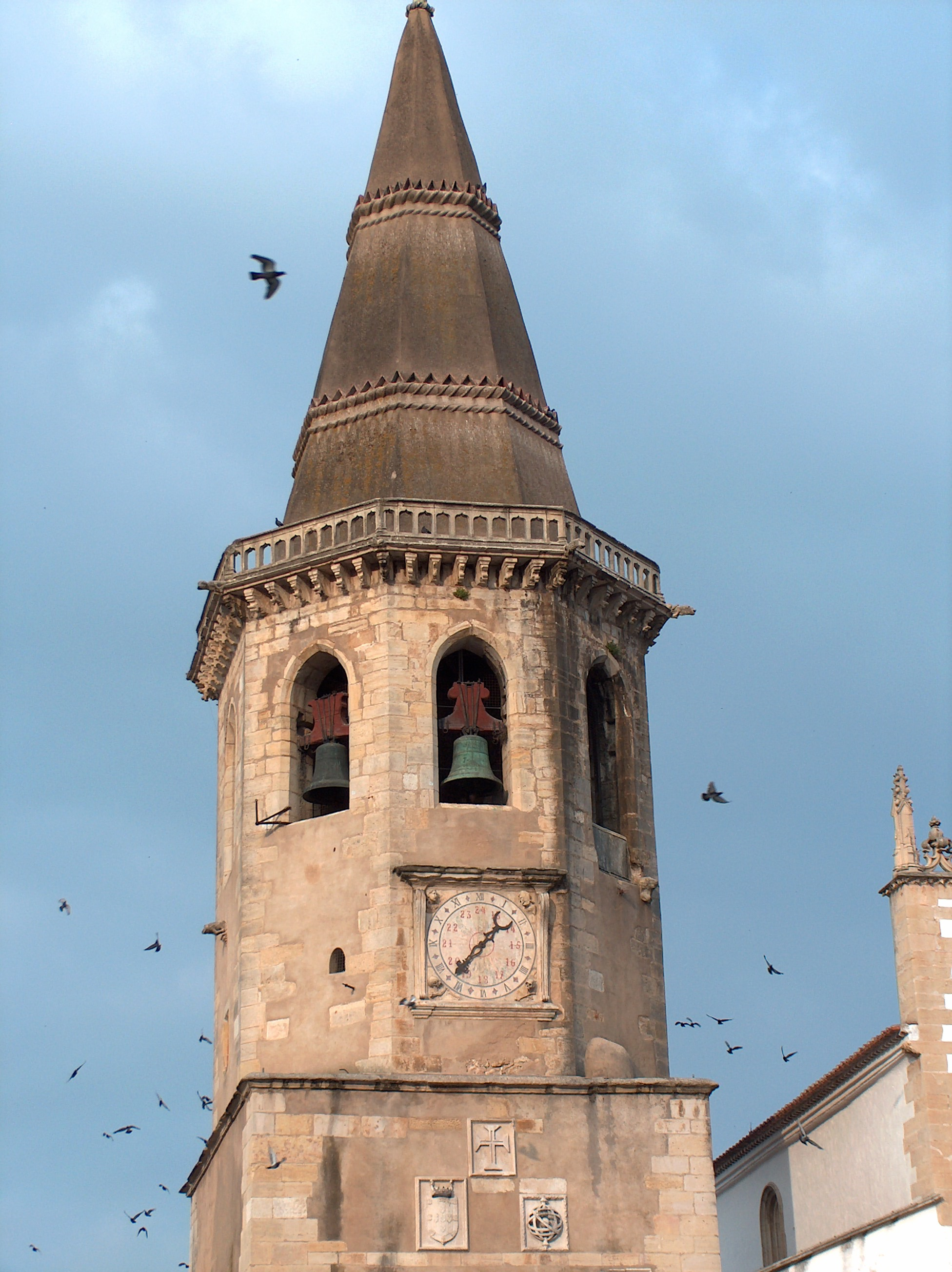
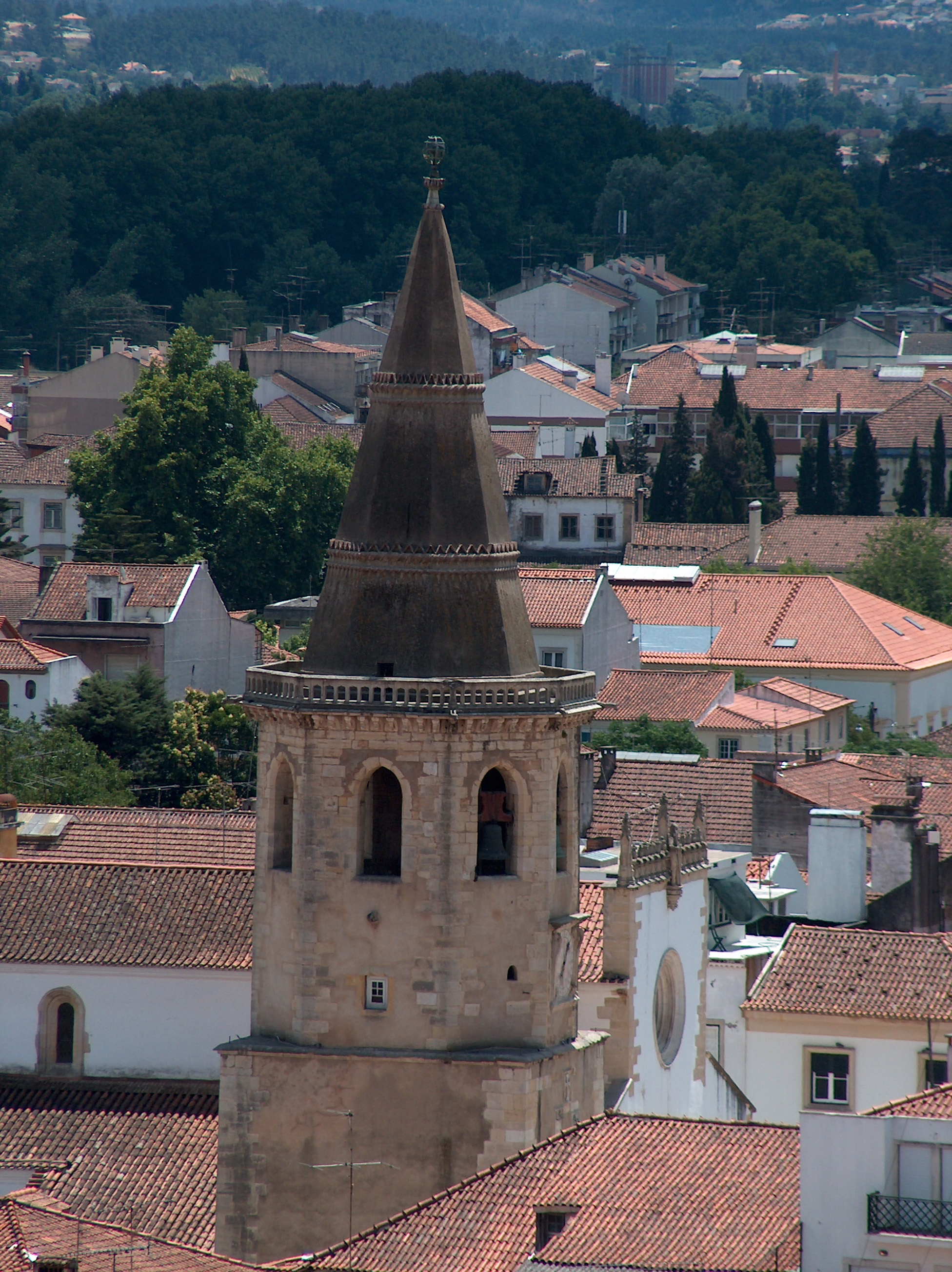
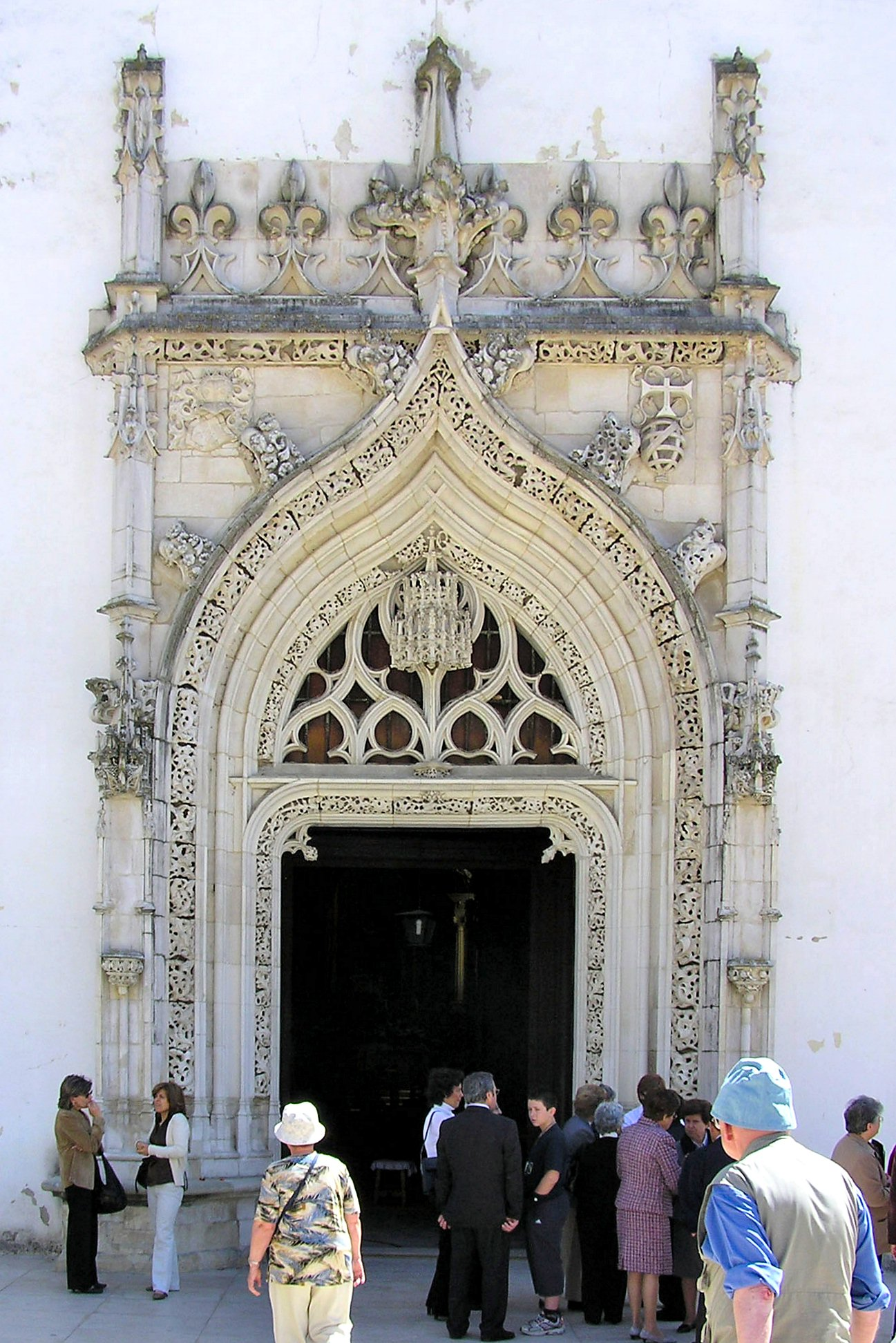